# Малиновка (Прокоп'євський округ)
Мали́новка (рос. Малиновка) — селище у складі Прокоп'євського округу Кемеровської області, Росія.

## Населення
Населення — 40 осіб (2010; 62 у 2002).
Національний склад (станом на 2002 рік):
- росіяни — 85 %